# Alex Jany
Alexandre Charles Sixte Jany, detto Alex (Tolosa, 5 gennaio 1929 – Marsiglia, 18 luglio 2001), è stato un nuotatore e pallanuotista francese.

## Biografia
Vinse due medaglie di bronzo alle olimpiadi, entrambe nella disciplina 4x200m stile libero:
- Ai Giochi della XIV Olimpiade vinse in compagnia di René Cornu, Henri Padou e Joseph Bernardo,  meglio di loro le nazionali ungherese e statunitense a cui andò l'oro.
- Ai Giochi della XV Olimpiade vinse in compagnia di Jean Boiteux, Aldo Eminente e Joseph Bernardo, il tempo totalizzato fu di 8:45.9, meglio di loro le nazionali giapponese e statunitense a cui andò l'oro.

Ai Campionati europei di nuoto Jany vinse la medaglia d'oro nei 100 m. stile libero e nei 400 m. stile libero sia a Monte Carlo 1947 che a Vienna 1950, per un totale di quattro medaglie d'oro individuali; vinse anche due medaglie d'argento con la staffetta 4x200 m. stile libero nelle stesse edizioni dei Campionati europei.
Vinse una medaglia d'oro durante i I Giochi del Mediterraneo. È il fratello di Ginette Jany-Sendral.
Ha inoltre partecipato, come pallanuotista, ai Giochi di Roma 1960, dove la Francia ha raggiunto il 9º posto.